# Iulia Curea
Iulia Vasilica Curea; z domu Pușcașu (ur. 8 kwietnia 1982 w Bacău) – rumuńska piłkarka ręczna, reprezentantka kraju. Obecnie występuje w lidze rumuńskiej, w drużynie C.S. Oltchim RM Valcea. Gra na pozycji lewoskrzydłowej.
12 lipca 2010 r. wyszła za mąż, za rumuńskiego rugbistę Daria Curea.

## Sukcesy
Mistrzostwo Rumunii:
- (2007, 2008, 2009, 2010, 2011, 2012)

Puchar Rumunii:
- (2007, 2011)

Superpuchar Rumunii:
- (2007)

Puchar Zdobywców Pucharów:
- (2007)

Liga Mistrzyń:
- 2016
- (2010[2])